# Azúrmellű pitta
Az azúrmellű pitta vagy kékbegyű pitta (Pitta steerii) a madarak osztályának verébalakúak (Passeriformes)  rendjébe és a pittafélék (Pittidae) családjába tartozó faj.

## Rendszerezése
A fajt Richard Bowdler Sharpe angol ornitológus írta le 1876-ban, a Brachyurus nembe Brachyurus steerii néven.

## Alfajai
- Pitta steerii coelestis Parkes, 1971
- Pitta steerii steerii steerii (Sharpe, 1876)[2]

## Előfordulása
Endemikus faj, csak a Fülöp-szigetekhez tartozó, Mindanao, Samar, Leyte és Bohol szigetein honos. Természetes élőhelyei a szubtrópusi vagy trópusi síkvidéki esőerdők. Állandó, nem vonuló faj.

## Megjelenése
Testhossza 19 centiméter, testtömege 69-113 gramm.

## Életmódja
Férgekkel és rovarokkal táplálkozik.

## Természetvédelmi helyzete
Az elterjedési területe nagy, egyedszáma 2500-9999 példány közötti lehet és csökken. A Természetvédelmi Világszövetség Vörös listáján sebezhető fajként szerepel.